# Akbastau
La mine d'Akbastau extrait de l'uranium par lixiviation in situ. Elle comprend les sites no 1, 3 et 4 du gisement d'uranium de Budenovskoye, situé à environ 100 km au nord-ouest de la petite ville de Suzak sur le versant nord des Montagnes Karataou dans la zone sud du bassin de Tchou-Saryssou au Kazakhstan-Méridional, à environ 200 km à l'est de Kyzylorda et à 300 km au nord-ouest de la ville de Chimkent.
Les réserves d'uranium d'Akbastau sont estimées à 66 millions de tonnes de minerai contenant 0,077 % d'uranium.
En décembre 2010, Uranium One achète 50 % des parts de la mine d'Akbastau.
En 2012, la mine d'Akbastau produit 1 203 tonnes de concentrés d'uranium, dont 601 tonnes reviennent à Uranium One.